# Bulgurcular, Mazgirt
Bulgurcular là một xã thuộc huyện Mazgirt, tỉnh Tunceli, Thổ Nhĩ Kỳ. Dân số thời điểm năm 2010 là 67 người.